# Plesioneuron doctersii
Plesioneuron doctersii är en kärrbräkenväxtart som beskrevs av Holtt. Plesioneuron doctersii ingår i släktet Plesioneuron och familjen Thelypteridaceae. Inga underarter finns listade.